# Варковичи
Варковичи (укр. Варковичі) — село в Дубенском районе Ровненской области Украины. Административный центр Варковичской сельской общины.
Население по переписи 2001 года составляло 1761 человек. Почтовый индекс — 35612. Телефонный код — 3656. Код КОАТУУ — 5621680801.